# Kinney (Minnesota)
Kinney è un comune degli Stati Uniti d'America, situato nello Stato del Minnesota, nella contea di St. Louis.